# Ивановское (Бежецкий район)
Ивановское — деревня в Бежецком районе Тверской области. Входит в состав муниципального образования «Город Бежецк».

## География
Деревня расположена в центральной части района. Примыкает к северо-западной части города Бежецк. Расстояние до центра города — более 4 км.

## Улицы
Уличная сеть деревни представлена семью улицами:
- улица Первая
- улица Вторая
- улица Третья
- улица Четвёртая
- улица Пятая
- улица Шестая
- улица Новая

## История
В списке населённых мест Бежецкого уезда Тверской губернии за 1859 год значится деревня Ивановское. Располагалась в 1 версте от уездного города. Имела 59 дворов и 279 жителей.
До 2005 года деревня входила в состав Фралёвского сельского округа.

## Население
| 2010 |
| ---- |
| 303  |

В 2002 году население деревни составляло 375 человек.
Согласно результатам переписи 2002 года, в национальной структуре населения русские составляли 96 % от жителей.